# Bretx
Bretx település Franciaországban, Haute-Garonne megyében. Lakosainak száma 666 fő (2022. január 1.). Bretx Larra, Menville, Saint-Paul-sur-Save és Thil községekkel határos.

## Népesség
A település népességének változása:
| Lakosok száma | 130  | 226  | 354  | 482  | 588  | 632  | 663  | 673  | 675  | 666  |
|               | 1968 | 1982 | 1999 | 2006 | 2011 | 2015 | 2017 | 2018 | 2020 | 2022 |